# Cofradía del Mayor Dolor (Antequera)
La Pontificia, Real e Ilustre Cofradía del Santísimo Cristo del Mayor Dolor y María Santísima del Mayor Dolor es una de las cofradías que participan en la Semana Santa de Antequera, concretamente cada Miércoles Santo, en la provincia de Málaga (España).

## Historia
Entra el 12 y el 15 de enero de 1950, numerosos jóvenes del centro de acción católica de la parroquia de San Sebastián, acometieron la idea de formar una cofradía penitencial de Semana Santa, que posteriormente sería denominada como Cofradía del Mayor Dolor. Sin embargo, hasta el Miércoles Santo del siguiente año, no realizaría su primer desfile procesional por las calles de Antequera.
Por aquellas fechas, exactamente el 22 de febrero de 1951, su Excelencia Reverendísimo Dr. Ángel Herrera Oria, a la razón de obispo de Málaga, daría la aprobación oficial a los estatutos de la cofradía, comunicándolo oficialmente a la Junta Directiva y al vicario arcipreste de Antequera, por aquel entonces, Rvdo. José Carrasco Panal.
A comienzos de la década de los 50, sale a la luz por primera vez la revista “Pregón”, dedicada a la Semana Santa de Antequera, cuyo primer número fue confeccionado en “Talleres Tipográficos Lamsa”, de Don Pedro González Aragón.

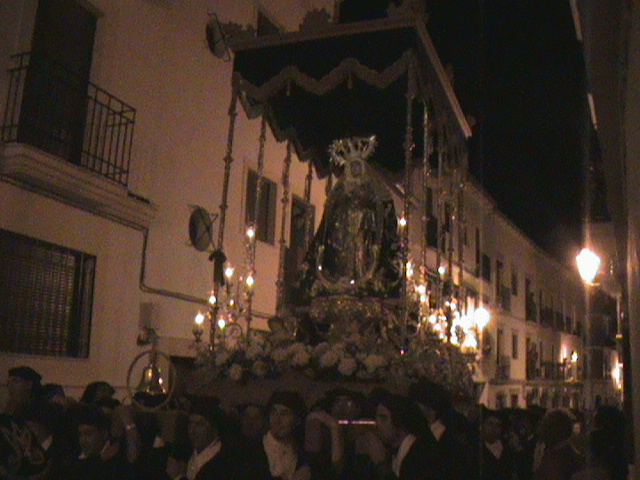
Virgen del Mayor Dolor

Cabe destacar la primera edición de esta revista, por su dedicación a aquella gran personalidad médica, devoto del Santísimo Cristo del Mayor Dolor, como fue el Ilustrísimo Dr. Don Francisco Blázquez Bores, que fuera Hermano Mayor de la Cofradía Sevillana de la Macarena, y presidente, durante muchos años, del colegio Médico de Sevilla. Otra edición importante, fue dedicado al Sr. Presidente de la Sociedad Excursionista Antequerana, que por aquel entonces era Don Miguel Jaén García, Sociedad que el 13 de octubre de 1957, fue nombrada “Hermana Mayor Honoraria”, consiguiendo con ésta, importante incorporación, lo que sería, en el devenir de los tiempos, uno de los más grandes éxitos de la Cofradía: La perfecta organización de los penitentes en los desfiles procesionales del Miércoles Santo.
Otra edición a destacar, sería la dedicada a  Su Santidad el Papa Pablo VI, que con tal motivo y además de enviar un atento escrito oficial, hizo partícipe a todos los miembros de esta cofradía de su bendición apostólica, concediendo la altísima prerrogativa de poder hacer uso en todo tipo de escrito o actos del título de PONTIFICIA, mediante bula remitida por la Secretaría de Estado de la Santa Sede, el 16 de abril de 1964 y signada por monseñor Angelo Dell´ Acua.
La edición del año siguiente, fue dedicada al jefe del Estado, generalísimo Francisco Franco, quien agradeció en carta autógrafa, dicha dedicatoria, concediendo la gracia de hacer uso del título de "ilustre", mediante escrito de la Secretaría del Estado español, firmado por Felipe Polo Martínez Valdés, exactamente el 15 de abril de 1965.
Entre los años 60 y 70, se inicia una nueva andadura que duraría más de 30 años y que sería la que marcaría nuevos hitos históricos en el quehacer de la Cofradía, ya que en estos años, dio comienzo la íntima y calurosa realización con La Legión, y más concretamente con la Subinspección General, y de forma muy particular, con el tercio Gran Capitán 1.º de La Legión de Guamición de Melilla.
Posteriormente los 4 tercios, así como la Subinspección General ubicada en Leganés (Madrid), pasarían a engrosar la interminable lista de títulos honoríficos ofrecidos por la Cofradía del Mayor Dolor a sus más grandes amigos. El 16 de marzo de 1973, SS. AA. RR. Los Príncipes de España, recibían una representación de la Cofradía del Mayor Dolor en el Palacio de la Zarzuela, en cuyo acto, el Hermano Mayor D. Juan Luis Moreno Laude, hacía entrega de los títulos de Hermano Mayor de Honor y Camarera de Honor a Don Juan Carlos I de Borbón y Doña Sofía de Grecia respectivamente, acto que motivó que desde esa fecha se pudiese hacer uso del título de REAL.
Otro importante acontecimiento fue el nacimiento de “La Peña de los 20”, exactamente el 1 de mayo de 1973, acontecimiento artístico y musical que jamás hayan podido conocer los antequeranos y comarcanos. Los beneficios obtenidos, fueron a engrosar los caudales de la tesorería de la Cofradía, circunstancia que propició la construcción de nuevos tronos para el Cristo y la Virgen en los talleres lucentinos de Hnos. Angulo, con una generosa aportación del gran entusiasta cofrade antequerano D. Pedro Lanzart Ríos, director del Colegio Cerrado Calderón de Málaga.
El 6 de abril de 1977, Miércoles Santo, con la avenida del General Varela totalmente abarrotada de público, que llenaba los accesos al parque del Generalísimo y las inmediaciones del Cuartel de la Guardia Civil, tuvo lugar el acto de dedicar a La Legión, la antigua Calle de la Cárcel, llamándose desde ese momento Avenida de La Legión, tras la monición presentada al Ayuntamiento por el Teniente de Alcalde, Delegado de Fiestas, Información y Turismo Don Juan Luis Moreno Laude, aprobada por unanimidad por el Consistorio.

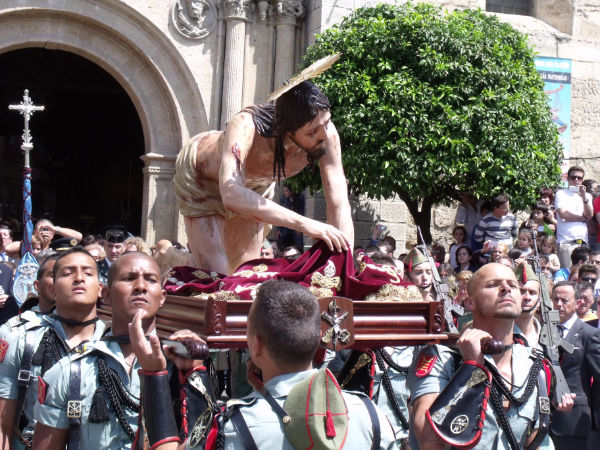
Cristo del Mayor Dolor a hombros de la Legión

En la década de 1980, llega el nombramiento de Hermano Mayor de Honor a la Cofradía de Nuestro Padre Jesús de Alhaurín el Grande, que durante más de 25 años, su Banda de Cornetas y Tambores han acompañado al Santísimo Cristo del Mayor Dolor en el desfile procesional de todos los miércoles Santo. En la actualidad ya no lo hace, siendo acompañada la Cofradía por el cuerpo militar de La Legión, ante el Cristo, y por la Banda de Música de Huétor Vega, tras la Virgen.
Tras el nombramiento en 2009 de María Trinidad Calvo Gómez, como Hermana Mayor de la Cofradía y primera mujer Hermana Mayor de la Semana Santa de Antequera, la cofradía experimenta grandes cambios. Tanto el Cristo como la Virgen van cambiando sus antiguos y pesado tronos por unos nuevos, realizados por el tallista antequerano Bartolomé García en su taller de Calle del Río. El trono del Cristo consta de una canastilla de más de 50 cm de altura, siendo el Cristo realzado junto al sayón sobre una segunda canastilla de aproximadamente 70 cm de altura, sobre la ya antes mencionada. El trono de la Virgen, consta de una canastilla de aproximadamente 30 cm de altura, siendo realzada la Virgen sobre una peana de carrete de grandes dimensiones, dorada y marmoleada en los talleres granadinos de Hermanos Ladrón de Guevara. En el año 2010, estrenó el nuevo palio, procesionando en 2008 y 2009 sin él. En la actualidad, está siendo bordado por el Doctor antequerano José Rodríguez, estrenando en 2011 la bambalina exterior delantera y en 2012 la bambalina exterior trasera. El 30 de noviembre de 2012, en convocatoria de Cabildo de Elecciones, bajo votación y por unanimidad, es de nuevo elegida María Trinidad Calvo Gómez como Hermana Mayor de la Cofradía.
El 27 de enero de 2013, coincidiendo con la celebración de la festividad de los Sagrados Titulares, se inicia, con la toma de posesión de la nueva Junta de Gobierno, una nueva andadura, que por segunda vez consecutiva y tras las elecciones del 30 de noviembre de 2012, es llevada al frente por Doña María Trinidad Calvo Gómez.

## Sagrados Titulares
La cofradía tiene 2 Sagrados Titulares: 
- María Santísima del Mayor Dolor, obra del escultor de Fondón (Almería) Andrés de Carvajal, y siendo la única imagen mariana de talla entera que procesiona en la Semana Santa, quien la realizó en el año 1771 y la donó a la Iglesia colegial de San Sebastián, donde actualmente se encuentra.
- Santísimo Cristo del Mayor Dolor del mismo autor, que representa a Jesús, con rostro de conmovedora expresión, después de la flagelación, arrodillado y recogiendo la túnica. La procesión es acompañada actualmente por la legión y por la Banda de Música de Huétor Vega.

- Datos: Q5776388